# Christo Saikow
Christo Saikow (bulgarisch Христо Сайков; * 18. August 1961) ist ein ehemaliger bulgarischer Radrennfahrer.

## Sportliche Laufbahn
1984 gewann er die nationale Meisterschaft im Einzelzeitfahren, 1985 wurde er Meister im Paar-Zeitfahren. Er wurde Sieger des Mannschaftszeitfahrens bei den Balkan-Meisterschaften 1984. 1984 bestritt er die DDR-Rundfahrt und wurde 11. des Endklassements. Im Rennen der UCI-Straßen-Weltmeisterschaften 1985 kam er auf den 78. Rang.
Saikow fuhr er die Internationale Friedensfahrt 1983 (25.), 1984 (21.), 1985 (48.), 1986 (15.), und 1989 (25.). 1984 gewann er eine Etappe. Diese Etappe von Most nach Prag war zugleich die 500. Etappe, die in der Friedensfahrt seit Gründung des Rennens 1948 ausgefahren wurde. 1993 gewann er die Tour de Gironde.
1994 siegte er in der Bulgarien-Rundfahrt vor Wiktor Klimow. 1995 gewann er die Rundfahrt erneut. Auch 1996 konnte er das heimische Etappenrennen gewinnen.